# Pfaffenhofen an der Glonn
Pfaffenhofen an der Glonn este o comună aflată în districtul Dachau, landul Bavaria, Germania.

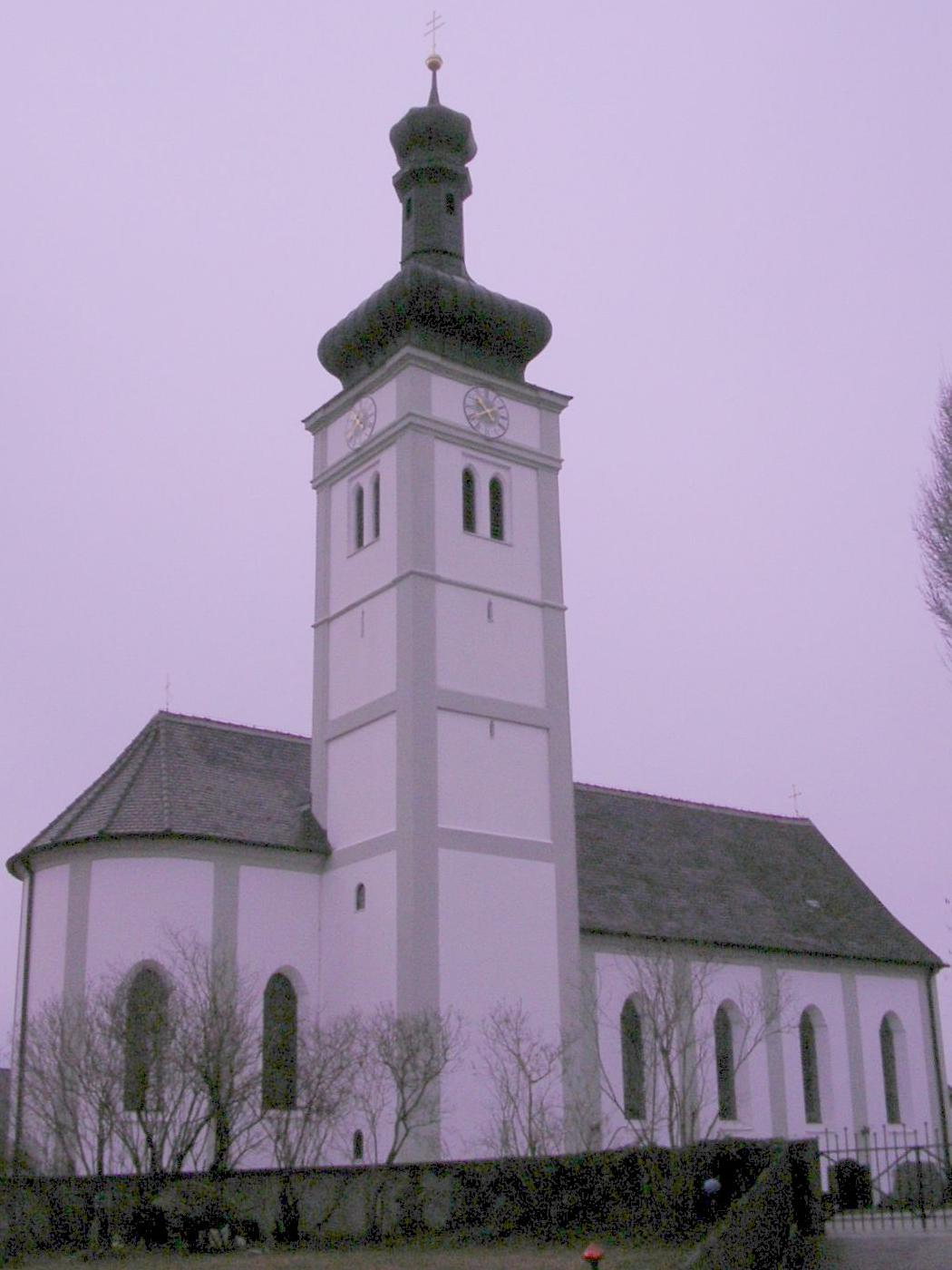
St. Michael